# Ужачин
Ужачин (укр. Ужачин) — село в
```
Украине
, находится в Новоград-Волынском районе 
Житомирской области
.
```

Население по переписи 2001 года составляет 505 человек. Почтовый индекс — 11745. Телефонный код — 4141. Занимает площадь 1,895 км².

## Адрес местного совета
11744, Житомирская область, Новоград-Волынский р-н, с. Новая Романовка, ул. Советов, 21, тел. 67-623